# Nguyễn Thị Kim Ngân
Nguyễn Thị Kim Ngân, född den 12 april 1954 i Bến Tre, är en vietnamesisk politiker i Vietnams nationalförsamling. Hon har varit arbetskraftsminister, vice finansminister och ordförande i provinsen Hải Dương. Hon blev ordförande för nationalförsamlingen den 31 mars 2016 och ersatte Nguyễn Sinh Hùng. Hon är den första kvinnan att bli ledare för nationalförsamlingen.

## Biografi
Nguyễn Thị Kim Ngân föddes 1954 i Giồng Trôm-distriktet i provinsen Bến Tre. Hon blev medlem av Vietnams kommunistparti 9 december 1981.